# Isaac Vitré
Isaac Vitré (Orléans, 23 mei 1931) is een Frans voormalig baan- en wegwielrenner. 

## Carrière
Hij was als professionele wielrenner actief tussen 1954 en 1959. Zowel bij de amateurs als bij de elite won hij op de Franse kampioenschappen baanwielrennen meerdere medailles op het onderdeel achtervolging. Bij de profs was hij een geduchte tegenstander van vijfvoudig winnaar van de Ronde van Frankrijk Jacques Anquetil. Nadat Anquetil het werelduurrecord van Fausto Coppi had verbeterd maakte Vitré kenbaar eveneens dit record te willen aanvallen. In september van hetzelfde jaar verbeterde hij het wereldrecord van vijf kilometer zonder gangmaker op de baan. Enkele dagen later deed hij op de Vigorellibaan een poging het werelduurrecord te verbreken. Bij deze poging kwam hij een kilometer te kort.
In 1955 nam hij deel aan de Ronde van Frankrijk. In de achtste etappe die van Thonon-les-Bains naar Briançon ging stapte hij af. In 1957 behaalde hij twee zeges op de weg; hij won de Bretagne Classic en de eerste etappe in de Ronde van de Aude.

## Palmares

### Baanwielrennen
| Jaar     | FK                            | WK       | Overige  |
| Amateurs | Amateurs                      | Amateurs | Amateurs |
| -------- | ----------------------------- | -------- | -------- |
| 1953     | achtervolging                 |          |          |
| 1954     |                               |          |          |
| 1955     | achtervolging                 |          |          |
| 1956     | achtervolging                 |          |          |
| 1957     |                               |          |          |
| 1958     | achtervolging                 |          |          |
| 1959     | achtervolging                 |          |          |
| Elite    |                               |          |          |
| 1955     | achtervolging · achtervolging |          |          |
| 1956     | achtervolging                 |          |          |
| 1957     |                               |          |          |
| 1958     | achtervolging                 |          |          |
| 1959     | achtervolging                 |          |          |

### Wegwielrennen
1957
Bretagne Classic
1e etappe Ronde van de Aude

### Resultaten in voornaamste wedstrijden
| Jaar | Ronde van Italië | Ronde van Frankrijk | Ronde van Spanje |
| ---- | ---------------- | ------------------- | ---------------- |
| 1955 |                  | opgave              |                  |

| Jaar | Parijs-Roubaix |
| ---- | -------------- |
| 1955 | 48e            |

## Ploegen
- 1954 –  Mercier-BP-Hutchinson
- 1955 –  Mercier-BP-Hutchinson
- 1956 –  Mercier-BP-Hutchinson
- 1957 –  Mercier-BP-Hutchinson
- 1958 –  Mercier-BP-Hutchinson